# La Torre de Vilafreser
La torre de Vilafreser es troba en un riberal pla, lleugerament enclotat al costat de Vilafreser, petit veïnat del municipi de Vilademuls (Pla de l'Estany). Situada al Camí Ral que portava des de França a Girona, sembla que mantenia contacte amb la Torre de Fellines, al Turó de Fellines. Actualment el basament de la torre es troba envoltat per les diferents construccions de la masia de la qual forma part.

## Història
Des de la segona meitat del segle xi s'esmenten diferents personatges amb l'apel·latiu de «Vilafreser». S'hi troben esmentats cavallers i eclesiàstics, la residència pairal i casa forta dels quals pot identificar-se amb la Torre de Vilafreser. L'any 1058, s'esmenta la fortalesa d'Ot Maçó que podria ser un precedent de la construcció de la Torre. L'any 1175 hi ha notícia d'un cavaller anomenat Bernat de «Villa Freder». El 1193 un Guillem Berenguer, etc. El 1280 el bisbe de Girona Bernat de Vilert assignava a Pere de Vilafreser una quarta part del delme de la parròquia de Vilafreser. Segons Lluís G. Constans hi ha un document de l'any 1455 on s'anomena una «Torra» a Vilafreser. Aquest llinatge s'hauria extingit al segle xv.

## Arquitectura
Torre de planta quadrangular i coberta de teula a dues vessants. Les seves dimensions són de 5 x 5’5 metres de costat i 18 d'alçària. El gruix del mur a peu pla és de 120 cm. Per l'estructura interior i la distribució de les obertures sembla que havia de tenir una planta baixa, tres pisos i la terrassa. A la planta baixa s'hi accediria des del pis principal per una porta orientada a llevant, acabada en un arc de mig punt format per 9 dovelles i oberta a 6 m del sòl exterior. Actualment s'entra per una porta a peu pla, acabada per un arc rebaixat i segurament oberta en un moment posterior. La planta baixa actualment està coberta amb una volta rebaixada, si bé originalment tenia coberta de fusta, de la que encara es poden veure els punts on es recolzava.
Al cim de la torre i damunt de la porta primitiva hi ha dues cartel·les que potser pertanyien a un matacà. A la façana nord hi ha alguna espitllera, a ponent una mena de porta i a migjorn diverses finestres, potser obertes posteriorment, al nivell d'un segon o tercer pis. A llevant, a més de les dues portes, hi ha també alguna espitllera i alguna petita obertura.
La coberta fou reconstruïda en època contemporània, substituint uns merlets grossos amb mantellets per finestres grans. També contemporàniament foren refets alguns murs com ara l'orientat a ponent. Els carreus dels panys de paret que no s'han refet són més aviat grossos (25 cm d'alt per 40 cm de llarg), ben escairats i col·locats a trencajunt.
Les seves característiques fan pensar que era una torre senyorial construïda en l'època tardana del romànic, cap al segle xiii.
Les torres de defensa se solen trobar en llocs elevats per dominar un panorama extens i defensar-se millor dels possibles enemics; però també se n'edificaven a les valls per tenir més seguretat davant de bandolers i en cas de guerres. Els precedents de les construccions de planta quadrada ja es troben en edificis senyorials d'abans de l'any 1000. Aquest tipus de torre, de tradició romànica, fou, al seu torn, un precedent de les torres clarament gòtiques o renaixentistes.